# Circonscription de l'Évros
La circonscription de l'Évros (en grec Εκλογική περιφέρεια Έβρου) est une circonscription législative de la Grèce. Elle correspond au territoire du nome de l'Évros. Elle compte 167 818 électeurs inscrits en janvier 2015.

Situation de la circonscription de l'Évros

## Élections législatives de mai 2012

### Résultats
La circonscription de l'Évros élit quatre députés en mai 2012. Les élections ont lieu au scrutin proportionnel plurinominal avec prime majoritaire et un seuil de représentation de 3 % des suffrages exprimés au niveau national.
98 846 électeurs se sont exprimés sur 172 040 inscrits, soit un taux de participation de 57,46 %. Parmi les vingt-quatre listes candidates, trois listes obtiennent au moins un siège dans la circonscription.
| Rang | Liste                              | Nombre de voix | Pourcentage des voix | Nombre de sièges |
| ---- | ---------------------------------- | -------------- | -------------------- | ---------------- |
| 1    | Nouvelle Démocratie                | +27 391,       | 28,75 %              | 2                |
| 2    | Mouvement socialiste panhellénique | +17 680,       | 18,55 %              | 1                |
| 3    | Grecs indépendants                 | +10 632,       | 11,16 %              | 1                |
| 4    | SYRIZA                             | +07 031,       | 7,38 %               | 0                |
| 5    | Aube dorée                         | +05 799,       | 6,09 %               | 0                |
| 6    | Parti communiste de Grèce          | +05 076,       | 5,33 %               | 0                |
| 7    | Gauche démocrate                   | +04 795,       | 5,03 %               | 0                |

### Députés

#### Nouvelle Démocratie
La liste de la Nouvelle Démocratie est en tête et obtient deux sièges.
| Rang | Nom                       | Nombre de voix |
| ---- | ------------------------- | -------------- |
| 1    | Kyriakos Gerondopoulos    | +11 482,       |
| 2    | Alexandros Dermedzopoulos | +09 091,       |

#### Mouvement socialiste panhellénique
La liste du Mouvement socialiste panhellénique est deuxième et obtient un siège.
| Rang | Nom            | Nombre de voix |
| ---- | -------------- | -------------- |
| 1    | Giorgos Dolios | +06 471,       |

#### Grecs indépendants
La liste des Grecs indépendants est troisième et obtient un siège.
| Rang | Nom                | Nombre de voix |
| ---- | ------------------ | -------------- |
| 1    | Pános Kamménos     | +10 632,       |
| 2    | Marinos Ouzounidis | +02 682,       |

Le président du parti Pános Kamménos choisit de siéger pour la deuxième circonscription d'Athènes ; Marinos Ouzounidis devient député pour la circonscription de l'Évros.

## Élections législatives de juin 2012

### Résultats
La circonscription de l'Évros élit quatre députés en juin 2012. Les sièges sont répartis à l'issue d'un scrutin proportionnel plurinominal avec prime majoritaire entre les listes ayant obtenu au moins 3 % des suffrages exprimés au niveau national.
96 151 électeurs se sont exprimés sur 171 556 inscrits, soit un taux de participation de 56,05 %. Parmi les dix-huit listes candidates, trois listes obtiennent au moins un siège dans la circonscription.
| Rang | Liste                              | Nombre de voix | Pourcentage des voix | Nombre de sièges |
| ---- | ---------------------------------- | -------------- | -------------------- | ---------------- |
| 1    | Nouvelle Démocratie                | +37 656,       | 39,82 %              | 2                |
| 2    | Mouvement socialiste panhellénique | +15 754,       | 16,66 %              | 1                |
| 3    | SYRIZA                             | +14 104,       | 14,91 %              | 0                |
| 4    | Grecs indépendants                 | +07 664,       | 8,10 %               | 1                |
| 5    | Aube dorée                         | +06 374,       | 6,74 %               | 0                |
| 6    | Gauche démocrate                   | +04 515,       | 4,77 %               | 0                |
| 7    | Parti communiste de Grèce          | +02 503,       | 2,65 %               | 0                |

### Députés

#### Nouvelle Démocratie
La liste de la Nouvelle Démocratie est en tête et obtient deux sièges.
| Rang | Nom                       |
| ---- | ------------------------- |
| 1    | Kyriakos Gerondopoulos    |
| 2    | Alexandros Dermedzopoulos |

#### Mouvement socialiste panhellénique
La liste du Mouvement socialiste panhellénique est deuxième et obtient un siège.
| Rang | Nom            |
| ---- | -------------- |
| 1    | Giorgos Dolios |

#### Grecs indépendants
La liste des Grecs indépendants est quatrième et obtient un siège.
| Rang | Nom                |
| ---- | ------------------ |
| 1    | Pános Kamménos     |
| 2    | Marinos Ouzounidis |

Le président du parti Pános Kamménos choisit de siéger pour la deuxième circonscription d'Athènes ; Marinos Ouzounidis devient député pour la circonscription de l'Évros.

## Élections législatives de janvier 2015

### Résultats
La circonscription de l'Évros élit quatre députés en 2015. Les sièges sont répartis à l'issue d'un scrutin proportionnel plurinominal avec prime majoritaire entre les listes ayant obtenu au moins 3 % des suffrages exprimés au niveau national.
92 614 électeurs se sont exprimés sur 167 818 inscrits, soit un taux de participation de 55,19 %. Parmi les dix-sept listes candidates, deux listes obtiennent au moins un siège dans la circonscription.
| Rang | Liste                              | Nombre de voix | Pourcentage des voix | Nombre de sièges |
| ---- | ---------------------------------- | -------------- | -------------------- | ---------------- |
| 1    | Nouvelle Démocratie                | +33 316,       | 37,08 %              | 1                |
| 2    | SYRIZA                             | +23 987,       | 26,69 %              | 3                |
| 3    | Aube dorée                         | +06 739,       | 7,50 %               | 0                |
| 4    | Mouvement socialiste panhellénique | +05 883,       | 6,55 %               | 0                |
| 5    | La Rivière                         | +04 818,       | 5,36 %               | 0                |
| 6    | Grecs indépendants                 | +04 784,       | 5,32 %               | 0                |
| 7    | Parti communiste de Grèce          | +02 933,       | 3,26 %               | 0                |

### Députés
La répartition des sièges au sein de chaque liste élue dépend du nombre de voix obtenues individuellement par chaque candidat, suivant le système du vote préférentiel. Dans la circonscription de l'Évros, les listes peuvent comporter jusqu'à six candidats. Les électeurs peuvent exprimer un vote préférentiel pour un maximum de deux candidats sur la liste pour laquelle ils votent.

#### Nouvelle Démocratie
La liste de la Nouvelle Démocratie est en tête et obtient un siège.
| Rang | Nom                    | Nombre de voix |
| ---- | ---------------------- | -------------- |
| 1    | Anastasios Dimoschakis | +13 528,       |

#### SYRIZA
La liste de la SYRIZA est deuxième et obtient trois sièges.
| Rang | Nom             | Nombre de voix |
| ---- | --------------- | -------------- |
| 1    | Geórgios Kaḯsas | +09 074,       |
| 2    | Anastasia Gara  | +06 971,       |
| 3    | Dimitrios Rizos | +04 736,       |